# D14 (Seine-Saint-Denis)
De D14 is een departementale weg in het Franse departement Seine-Saint-Denis ten noorden van Parijs. De weg loopt van de Porte de Clignancourt in Parijs via Saint-Ouen naar de A86 in Saint-Denis.

## Geschiedenis
Oorspronkelijk was de D14 onderdeel van de N14. In 2006 werd de weg overgedragen aan het departement Seine-Saint-Denis, omdat de weg geen belang meer had voor het doorgaande verkeer vanwege de parallelle autosnelweg A1. De weg is toen omgenummerd tot D14.